# Omar Faraj
Omar Faraj (Estocolmo, Suecia, 9 de marzo de 2002) es un futbolista palestino que juega como delantero en el Degerfors IF de la Allsvenskan.

## Trayectoria

### IF Brommapojkarna
Nacido en la capital sueca y de padres palestinos, se formó en la cantera del IF Brommapojkarna. Debutó con el primer equipo el 14 de junio de 2020 al partir como titular en una victoria por 1-0 frente al IK Frej en la Primera División. Su primer gol con el club llegó el siguiente 28 de junio, anotando el segundo tanto de su equipo en el empate por 3-3 contra el Team TG FF. Acabó su primera temporada como profesional con cinco goles y renovó su contrato el 18 de marzo de 2021 hasta 2023.

### Levante U. D.
El 6 de agosto de 2021 firmó un contrato de cinco años con el Levante U. D., siendo asignado inicialmente a su filial en la Segunda División RFEF, cuarta categoría nacional. Fue el máximo goleador del equipo en su primera temporada con 7 goles, pero aun así su equipo acabaría descendiendo.
Logró debutar con el primer equipo en la Primera División el 20 de mayo de 2022 al entrar como sustituto de Alejandro Cantero en los últimos minutos de la victoria por 4-2 frente al Rayo Vallecano, a pesar de que el Levante U. D. estaba ya descendido.
El 21 de julio de 2022 fue cedido al Degerfors IF.

## Clubes
Actualizado al último partido disputado el 20 de mayo de 2022.
| Club                  | País   | Año       | Partidos | Goles |
| --------------------- | ------ | --------- | -------- | ----- |
| IF Brommapojkarna     | Suecia | 2020-2021 | 36       | 14    |
| Atlético Levante      | España | 2021-2022 | 29       | 7     |
| Levante U. D.         | España | 2022      | 1        | 0     |
| Degerfors IF (cedido) | Suecia | 2022      | 14       | 3     |
| AIK Estocolmo         | Suecia | 2023-2024 | 48       | 9     |
| Zamalek S. C.         | Egipto | 2024-     |          |       |
| Degerfors IF (cedido) | Suecia | 2025-     |          |       |